# Liste der Kulturdenkmäler in Bereborn
In der Liste der Kulturdenkmäler in Bereborn sind alle Kulturdenkmäler der rheinland-pfälzischen Ortsgemeinde Bereborn aufgeführt. Grundlage ist die Denkmalliste des Landes Rheinland-Pfalz (Stand: 17. Juli 2023).

## Einzeldenkmäler
| Bezeichnung                     | Lage               | Baujahr | Beschreibung                          | Bild                           |
| ------------------------------- | ------------------ | ------- | ------------------------------------- | ------------------------------ |
| Katholische Kirche St. Quirinus | Dorfstraße 11 Lage | 1777    | zweiachsiger Saalbau, bezeichnet 1777 | weitere Bilder Fotos hochladen |